# Бахмут I
Бахмут I (Бахмут Перший; у 1924—2016 роках — Артемівськ I) — вантажна станція Лиманської дирекції Донецької залізниці. Одна з чотирьох станцій в місті Бахмуті Донецької області, колишня головна станція міста (нині — головною станцією є Бахмут).
Будівля станції є пам'яткою промислової архітектури кінця XIX століття. У будівлі вокзалу працює залізнична технічна бібліотека.

## Історія
Станція відкрита у 1878 році. Будівництво першої в місті залізниці і станції Бахмут відбувалося акціонерним товариством відомого промисловця Сави Мамонтова «Донецька залізниця».
Загальна протяжність становила 389 верст. Були побудовані дільниці Микитівка — Дебальцеве — Довжанська — Звєрєво (212 верст), Дебальцеве — Попасна — Краматорськ (174 версти), Ступки — Бахмут I (6 верст) та Дебальцеве — Луганськ (85 верст). Будувалась також дільниця Попасна — Микитівка.
У 1890 році Сава Мамонтов продав Донецьку кам'яновугільну залізницю державі. Станція Бахмут I увійшла до складу Курсько-Харківсько-Азовської (надалі — Курсько-Харківсько-Севастопольська) залізниці, яка була об'єднана з 1907 року Харківсько-Миколаївською залізницею й стали іменуватися Південними залізницями та перебували у державній власності Російської імперії.
Вже до початку XX століття одноколійна залізниця, яка побудована Савою Мамонтовим, виявилася перевантаженою. Стрімка індустріалізація Донбасу вимагала більшої пропускної здатності, ніж та, яку могла надати Південна гілка з її складними підйомами, поворотами і кривими.
Для вивезення донбаського вугілля в північно-західні губернії Російської імперії, а також витіснення з Балтійського узбережжя іноземного вугілля, акціонери Південних залізниць здійснили спробу будівництва нової приватної залізниці.
У 1913 році від станцій Бахмут Курсько-Харківсько-Севастопольської залізниці та Бахмутська Сіль була побудована сполучна гілка до станції Микитівка. Нині ця сполучна гвлка сполучає станції Ступки та Малоільшівська.

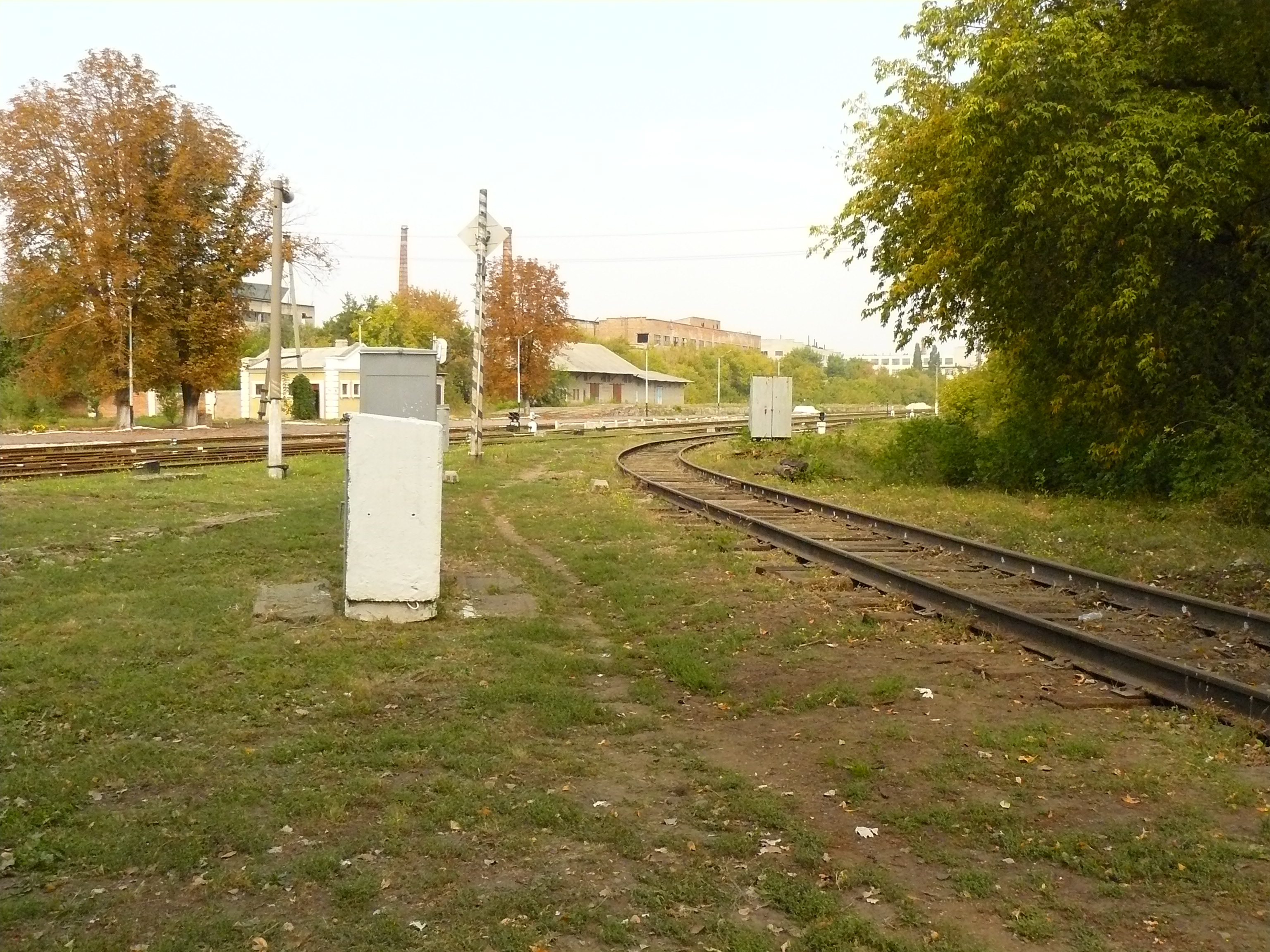
Дільниця колії на станції Бахмут I

У 1914 році будується під'їзна колія від станції Сіль Микитівської гілки до станції Величко (нині — місто Соледар), що призводить до перерозподілу вантажопотоків: сіль йде з Курсько-Харківсько-Севастопольської залізниці на Сєвєродонецьку. Туди ж пішла і велика частина вугілля, призначеного Катерининській залізниці. У результаті державна Курсько-Харківсько-Севастопольська (Південні) гілка стала зазнавати значних збитків, а її станції зазнали швидкого спаду роботи і запустіння побудованих додаткових колій.
До 1924 року станція мала назву  — Бахмутка. У 1924 році, у зв'язку з перейменуванням міста Бахмут, станція перейменована в Артемівськ I.
З квітня 2007 року приміські поїзди скасовані (поїзди далекого прямування через станцію не прямували) — пасажирський рух відсутній. Нині використовується як вантажна, для промислових цілей.
У 2016 році станції відновлено історичну назву.